# Бяргтангар
Бяргтангар (на исландски: Bjargtangar) е най-западната точка на Исландия, както и на Европа (заедно с островната част). Бяргтангар се намира в Йойстюр-Бардащрандар - една от сислите на Исландия.